# Ashperton
Ashperton est une paroisse civile et un village du Herefordshire, en Angleterre.